# Umělecký měsíčník
Umělecký měsíčník byl český umělecký časopis vydávaný v letech 1911–1914 jako periodikum Skupiny výtvarných umělců.

## Vznik a vývoj časopisu
Hlavním editorem časopisu byl František Langer, český spisovatel, dramatik a vojenský lékař. Časopis se zaměřoval na propagaci moderního umění a literatury, poskytoval platformu pro diskusi o aktuálních uměleckých směrech a představoval tvorbu domácích i zahraničních autorů. Významně přispěl k formování české avantgardy a ovlivnil kulturní scénu první poloviny 20. století.
Umělecký měsíčník se soustředil především na kubismus a expresionismus. Mezi jeho přispěvatele patřili členové Skupiny výtvarných umělců, například Emil Filla, Bohumil Kubišta, Antonín Procházka, Vincenc Beneš, Otto Gutfreund nebo Josef Čapek. Kromě výtvarného umění obsahoval literární a teoretické texty reflektující aktuální umělecké směry a tendence.
Po zániku Skupiny výtvarných umělců v roce 1914 přestal časopis vycházet. Na jeho tradici navázaly jiné umělecké skupiny a časopisy, jako například Tvrdošíjní (1918), Devětsil (1920) nebo Pásmo (1924) (umělecký časopis vydávaný Brněnským Devětsilem).